# Malechowo (gromada)
Malechowo – dawna gromada, czyli najmniejsza jednostka podziału terytorialnego Polskiej Rzeczypospolitej Ludowej w latach 1954–1972.
Gromady, z gromadzkimi radami narodowymi (GRN) jako organami władzy najniższego stopnia na wsi, funkcjonowały od reformy reorganizującej administrację wiejską przeprowadzonej jesienią 1954 do momentu ich zniesienia z dniem 1 stycznia 1973, tym samym wypierając organizację gminną w latach 1954–1972.
Gromadę Malechowo z siedzibą GRN w Malechowie utworzono – jako jedną z 8759 gromad na obszarze Polski – w powiecie sławieńskim w woj. koszalińskim na mocy uchwały nr 43/54 WRN w Koszalinie z dnia 5 października 1954. W skład jednostki weszły obszary dotychczasowych gromad Malechowo, Malechówko, Paproty, Paprotki i Karwice ze zniesionej gminy Sławno oraz obszar dotychczasowej gromady Gorzyca ze zniesionej gminy Dobiesław w tymże powiecie. Dla gromady ustalono 16 członków gromadzkiej rady narodowej.
31 grudnia 1959 do gromady Malechowo włączono obszar zniesionej gromady Niemica (bez wsi Bartolino, Sulechowo, Kusice i Grabowo) oraz wsie Słowinko i Słowino ze zniesionej gromady Boleszewo w tymże powiecie.
Gromada przetrwała do końca 1972 roku, czyli do kolejnej reformy gminnej. 1 stycznia 1973 w powiecie sławieńskim utworzono gminę Malechowo.